# Claire Lee Chennault
Claire Lee Chennault (Commerce, 6 de setembro de 1893 – Nova Orleães, 27 de julho de 1958) foi um aviador militar americano, mais conhecido por sua liderança nos Tigres Voadores e na Força Aérea da República da China durante a Segunda Guerra Mundial.
Chennault foi defensor do caça-interceptadora durante a década de 1930, quando o Corpo Aéreo do Exército dos Estados Unidos se concentrava principalmente no bombardeio de alta altitude. Chennault se aposentou do Exército dos Estados Unidos em 1937 e foi trabalhar como conselheiro e instrutor de aviação na China. A partir do início de 1941, Chennault comandou o 1º Grupo de Voluntários Americanos (apelidado de " Tigres Voadores ").
Chefiou o grupo de voluntários e as unidades uniformizadas das Forças Aéreas do Exército dos EUA que o substituíram em 1942. Foi rival do General Joseph Stilwell, comandante do Exército dos EUA na China, e ajudou o Generalíssimo chinês Chiang Kai-shek a convencer o presidente Roosevelt a remover Stilwell em 1944. O teatro China-Birmânia-Índia foi estrategicamente essencial para fixar muitos elementos vitais do Exército Imperial Japonês no continente visando limitar seu poder contra as Forças Aliadas, avançando em direção ao Japão nas 2 campanhas do Pacífico.

## Juventude e infância

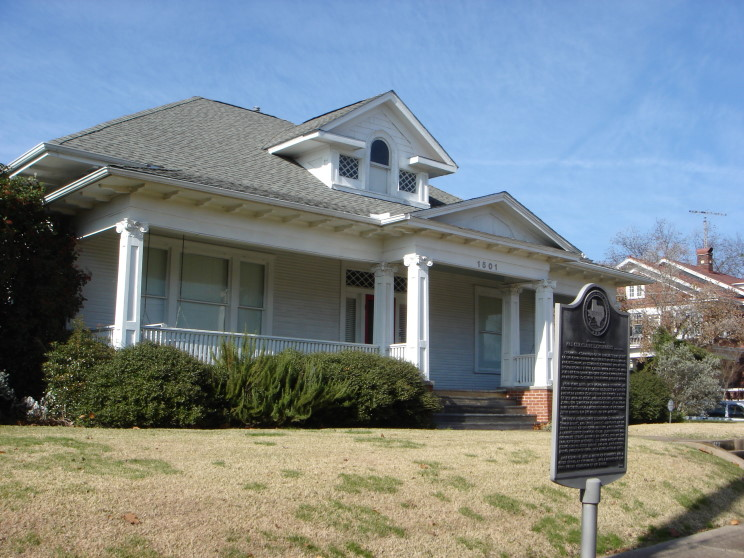
Casa onde Chennault nasceu em Commerce, no estado do Texas.

Chennault nasceu em Commerce, no Texas, filho de John Stonewall Jackson Chennault e Jessie (nascida Lee) Chennault. Cresceu nas cidades de Gilbert e Waterproof, em Lusiana. Começou a errar sua data de nascimento como 1889 ou 1890, possivelmente porque ele era muito jovem para frequentar a faculdade depois de se formar no colégio e então seu pai acrescentou três anos à sua idade.

## Carreira militar

### Início
Chennault estudou na Universidade do Estado da Lusiana entre 1909 e 1910, passando pelo treinamento de oficiais. Ele e sua então esposa, Nell, se mudaram para a West Carroll, onde foi diretor da Kibourne School de 1913 à 1915.
No início da Primeira Guerra Mundial, se graduou na escola de oficiais de Fort Benjamin Harrison, no estado Indiana, e de lá foi transferido para a Divisão de Aviação do Corpo de Sinalização do Exército.
Aprendeu a pilotar no Serviço Aéreo do Exército durante a Primeira Guerra. Após a guerra, se formou no treinamento de piloto de perseguição em Ellington Field, no Texas, em 23 de abril de 1922, e permaneceu no serviço após entrar para o Corpo de Aviação em 1926. Chennault tornou-se Chefe da Seção de Perseguição da Escola Tática do Corpo Aéreo na década de 1930.

### Liderança

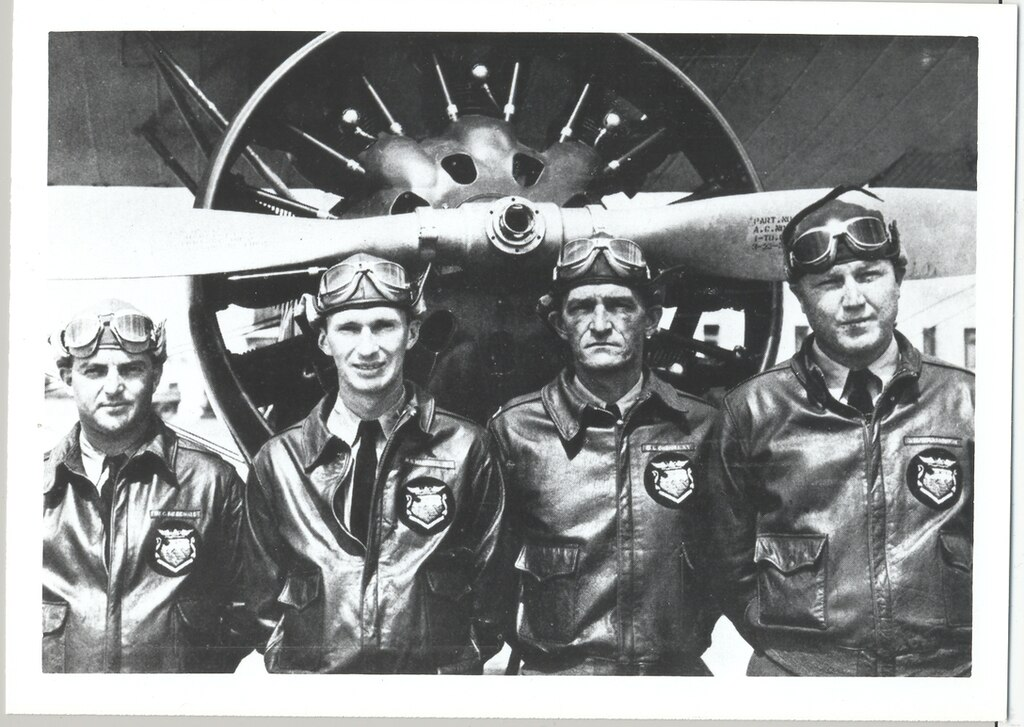
Claire quando participava do " Três Homens no trapézio voador ".

Em meados da década de 1930, Chennault liderou e representou o 1º Grupo de Perseguição da equipe acrobática do Corpo Aéreo do Exército de Montgomery, Alabama, os "Três Mosqueteiros". O grupo se apresentou nas Corridas Aéreas Nacionais de 1928. Em 1932, como um instrutor de aviação de busca no Maxwell Field, Chennault reorganizou a equipe como "Três Homens no Trapézio Voador".

### Renúncia
Problemas de saúde como surdez e bronquite crônica, brigas com superiores e o fato de ter sido excluído de uma eventual promoção, levaram Chennault a renunciar ao serviço militar no dia 30 de abril de 1937; ele se separou do serviço como major. Como civil, ele foi recrutado para ir à China e se juntar a um pequeno grupo de civis americanos que treinavam aviadores chineses.

## Na China

### Chegada
Chennault chegou à China em junho de 1937. Ele tinha um contrato de três meses com um salário de US $ 1.000 por mês (equivalente à R$ 5584,60 hoje em dia) encarregado de melhorar a Força Aérea chinesa. A esposa de Chiang, Soong Mei-ling, conhecida pelos americanos como "Madame Chiang", estava encarregada da Comissão Aeronáutica e, por isso se tornou supervisora de Chennault. 
Após o começo da Segunda Guerra Sino-Japonesa em agosto, Chennault tornou-se o principal conselheiro aéreo de Chiang Kai-shek, auxiliando-o no treinamento de novos pilotos da Força Aérea Chinesa e às vezes, voava em missões de reconhecimento em um caça Curtiss H-75, de exportação. Suas funções também incluíam organizar o "Esquadrão Internacional" de pilotos mercenários.
No final de 1937, a Força Aérea Chinesa considerou atacar as ilhas japonesas com bombardeiros lançados da China continental com Chennault sendo consultor. Vários pilotos do Esquadrão Internacional, especificamente o 14º Esquadrão Internacional de Bombardeio, da Grã-Bretanha, França, Países Baixos e Estados Unidos, propuseram atacar Kagoshima com bombas incendiárias, mas foram recusados e cancelados por causa da "renumeração exorbitante" exigida pelos voluntários estrangeiros. " A missão foi finalmente atribuída ao Capitão Hsu Huan-sheng e ao Tenente Tong Yen-bo do 8º Grupo de Bombardeiros.
Sob o Tratado Sino-Soviético de 1937, aviões de bombardeiro e caça de fabricação soviética reabasteceram cada vez mais as unidades da força aérea da China, equipadas com aeronaves de fabricação americana, como Hawk IIIs e Boeing 281 Peashooters, além de também aumentarem o número de aviadores de combate voluntários. A Academia da Força Aérea Chinesa na base aérea de Jianqiao foi empurrada para o interior com a queda de Xangai e Nanquim, Chennault foi para a base aérea de Wujiaba, em Kunming, na capital da província de Yunnan, no sudoeste da China, para reorganizar e treinar novos chineses Cadetes da Força Aérea na Academia, de acordo com o modelo de treinamento do corpo de aviação do exército americano.
Em 21 de outubro de 1939, enquanto a campanha imperial japonesa de schnellbombing assolava o terror nas cidades de Chengdu e Chongqing, Chennault, acompanhado por q3 oficiais chineses, embarcou no Boeing B-314 California Clipper, da Pan American Airways em Hong Kong, chegando a São Francisco em 26 de outubro, em uma missão especial para Chiang Kai-shek. Em 1940, vendo que a Força Aérea Chinesa estava em extrema necessidade por causa de aeronaves velhas, pilotos mal treinados e falta de equipamento, Chiang enviou novamente Chennault, acompanhado pelo General da Força Aérea Chinesa Pang-Tsu Mow, aos Estados Unidos para se encontrar com o banqueiro Dr. T.V. Soong em Washington, DC, com o seguinte objetivo: "obter o máximo possível de aviões de combate, bombardeiros e transportes, além de todos os suprimentos necessários para mantê-los e os pilotos para voar a aeronave."
Juntos, eles partiram em 15 de outubro de 1940, de Chungking, e andaram por Hong Kong, onde embarcaram no Boeing B-314 American Clipper em 1º de novembro, chegando à São Francisco em 14 de novembro. Ao pousarem, foram recebidos pelo embaixador da China nos Estados Unidos, Hu Shih.

### Criação do 1° Grupo de voluntários Americanos, ou os "Tigres voadores"
A missão de Chennault em Washington gerou o conceito de criar um Grupo de Voluntários Americanos de pilotos e mecânicos para servir na China. A essa altura, o Dr. Soong já havia iniciado negociações para um aumento na ajuda financeira com o Secretário de Comércio dos EUA e Administrador Federal de Empréstimos Jesse H. Jones em 17 de outubro.

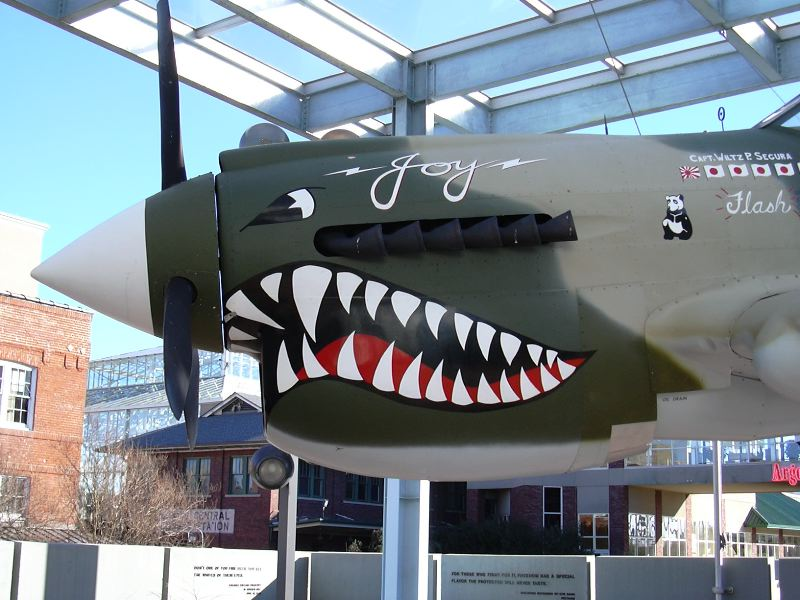
Curtiss P-40 Warhawk "Brinquedo", no museu americano Kidd Louisiana Veterans Memorial & Museum in Baton Rouge.

A cidade de Washington forneceu o dinheiro. Coisas como obter a lista de compras de aviões, provisões de aviação, voluntários, e fundos para o Banco da China, foram ainda discutidos em uma reunião realizada na casa do Secretário do Tesouro, Henry Morgenthau, Jr., com o Capitão Chennault, o Dr. Soong, e o General Mow em 21 de Dezembro.
Em 23 de Dezembro de 1940, após aprovação pelo Departamento de Guerra, Departamento de Estado, e pelo Presidente dos Estados Unidos, chegou-se a um acordo para fornecer à China os 100 aviões Tomahawk P-40B que tinham sido originalmente construídos para a Grã-Bretanha, mas que os britânicos foram persuadidos a desistir em preferência a novos modelos que estavam a ser construídos rapidamente. Com um acordo alcançado, o General Mow regressou à China a bordo do SS Lurline, partindo de Los Angeles, Califórnia, a 24 de Janeiro de 1941. Chennault seguiu-se pouco depois com uma promessa do Departamento de Guerra e do Presidente Roosevelt de que seriam entregues a Chiang Kai-shek vários carregamentos de caças P-40C, juntamente com pilotos, mecânicos, e material de aviação.
Washington forneceu o dinheiro. Como obter a lista de compras de aeronaves, suprimentos de aviação, voluntários e fundos para o Banco da China foi discutido em uma reunião realizada na casa do Secretário do Tesouro Henry Morgenthau, Jr. com o Capitão Chennault, Dr. Soong e o General Mow em 21 de dezembro. Em 25 de abril de 1941, os Estados Unidos e a China assinaram formalmente um acordo de estabilização de US $ 50 milhões para apoiar a moeda chinesa. Em 23 de dezembro de 1940, após a aprovação do Departamento de Guerra, do Departamento de Estado e do Presidente dos Estados Unidos, um acordo foi alcançado para fornecer à China 100 aeronaves P-40B Tomahawk que haviam sido originalmente construídas para a Grã-Bretanha, mas que os britânicos foram persuadidos a desistir da preferência por modelos mais novos sendo construídos rapidamente. Com um acordo alcançado, o General Mow retornou à China a bordo do SS Lurline, partindo de Los Angeles, Califórnia em 24 de janeiro de 1941. Chennault veio logo em seguida com a promessa do Departamento de Guerra e do Presidente Roosevelt de ser entregue a Chiang Kai-shek que vários carregamentos de caças P-40C estavam chegando, juntamente com pilotos, mecânicos e suprimentos de aviação.
Os 100 aviões foram embalados e enviados para a Birmânia em cargueiros de um terceiro país durante a primavera de 1941. Em Rangoon, eles foram descarregados, montados e pilotados por pessoal da Central Aircraft Manufacturing Company (CAMCO) antes de serem entregues à unidade de treinamento AVG em Toungoo.A primeira batalha ocorreu em 20 de dezembro de 1941 com aeronaves voando para fora de Kunming.
A CAMCO entregou 99 Tomahawks antes do início da guerra. (Muitos deles foram posteriormente destruídos em acidentes de treinamentos.) A centésima fuselagem foi transportada por caminhão para uma fábrica da CAMCO em Loiwing, China, e mais tarde foi inteirada com peças de aeronaves danificadas. 
A escassez de equipamentos com peças sobressalentes quase impossíveis de obter na Birmânia, juntamente com a lenta introdução de aeronaves de caça de reposição foram impedimentos contínuos, embora o AVG tenha recebido 50 caças P-40E de reposição de estoques da USAAF que haviam sido originalmente programados para envio à Grã-Bretanha, mas cancelados pelo Desempenho de voo inferior do Tomahawk para os caças alemães. Chennault recrutou cerca de 300 pilotos americanos e tripulantes de solo, posando como turistas, que eram aventureiros ou mercenários, não necessariamente idealistas com o objetivo de salvar a China. Mas sob Chennault eles se desenvolveram em uma unidade de combate de crack, sempre indo contra as forças japonesas superiores. Eles se tornaram o símbolo do poderio militar da América na Ásia. Eles se tornaram os Tigres Voadores.

### Planejamento do bombardeio ao Japão
1 ano antes dos EUA entrarem oficialmente na guerra, Chennault desenvolveu um plano ambicioso para um ataque furtivo às bases japonesas. Os seus Tigres Voadores usariam bombardeiros e pilotos americanos, todos com marcações chinesas. Ele fez a fantástica afirmação de que um " punhado de pilotos e aviões poderia vencer a guerra sozinho ". O Exército dos EUA se opôs a esse esquema e levantou obstáculos observando que ser capaz de chegar ao Japão, dependia das tropas de Chiang serem capazes de construir e proteger os aeródromos e bases perto o suficiente do Japão, o que eles duvidavam que ele pudesse fazer. Eles também tinham pouca confiança em Chennault. Apesar do conselho militar, os líderes civis americanos foram convencidos pela ideia de que a China deveria vencer a guerra contra o Japão rapidamente com apenas alguns homens e aviões americanos. 
Foi adotado por altos funcionários civis, incluindo o secretário do Tesouro Morgenthau e o próprio presidente Roosevelt. No entanto, o ataque americano nunca aconteceu: os nacionalistas chineses não construíram e garantiram nenhuma pista ou base perto o suficiente para chegar ao Japão, assim como o militares haviam avisado. Os bombardeiros e tripulações chegaram após o ataque japonês a Pearl Harbor em dezembro de 1941, e foram usados para a guerra na Birmânia, pois não tinham alcance para chegar ao Japão a partir de bases seguras na China.

### Tigres voadores
O 1º Grupo Voluntário Americano de Chennault (AVG) - mais conhecido como os "Tigres Voadores" - começou a treinar em Agosto de 1941 e estava baseado principalmente em Rangoon, Birmânia, e em Kunming, Yunnan. 
Poucas semanas após o ataque japonês a Pearl Harbor, altos funcionários chineses em Chungking divulgaram detalhes do 1° ataque aéreo feito pelo grupo, quando os pilotos americanos encontraram 10 aviões japoneses em direcção a Pearl Harbor e abateram com sucesso quatro dos raiders.
Assim, Claire Chennault tornou-se o "primeiro líder militar" americano a ser publicamente reconhecida por ter desferido um golpe contra as forças militares japonesas - apesar de não ser um membro das forças militares americanas, mas um mercenário civil que foi pago e promovido ao posto de coronel por Chiang Kai-Shek. Os Tigres Voadores lutaram contra os japoneses durante sete meses após o ataque a Pearl Harbor. Os três esquadrões de Chennault usaram P-40s, e as suas tácticas de "perseguição defensiva", formuladas nos anos em que os bombardeiros eram na realidade mais rápidos do que interceptar aviões de combate, para guardar a Estrada da Birmânia, Rangoon, e outros locais estratégicos no Sudeste Asiático e na China ocidental contra as forças japonesas. Como comandante da escola de treino de voo da Força Aérea chinesa em Yunnan-yi, a oeste de Kunming, Chennault também deu um grande contributo ao treinar uma nova geração de pilotos de caças chineses.  
Os Tigres aéreos foram temporariamente incorporados nas Forças Aéreas do Exército dos Estados Unidos em 1942. Antes disso, Chennault tinha voltado a integrar o Exército com a patente de coronel. Mais tarde, foi promovido a general brigadeiro e depois general maior, comandando a 14° Força Aérea. A primeira cobertura fotográfica da revista Chennault teve lugar dentro da revista Life, na segunda-feira, 10 de Agosto de 1942, edição. A primeira reportagem fotográfica da revista Time de Chennault teve lugar na sua edição de segunda-feira, 6 de Dezembro de 1943. 

### Teatro China-Burma-Índia
Durante toda a guerra Chennault,  esteve envolvido numa amarga disputa com o comandante terrestre americano, General Joseph Stilwell. 
Chennault acreditava que a 14° Força Aérea, operando a partir de bases na China, poderia atacar as forças japonesas em concertação com as tropas nacionalistas.
Já Stilwell, queria que os bens aéreos fossem desviados para o seu comando para apoiar a abertura de uma rota de abastecimento terrestre através do norte da Birmânia à China. A rota forneceria abastecimentos e novo equipamento para uma força nacionalista muito alargada de vinte a 30 divisões modernizadas.
Chiang Kai-shek favoreceu os planos de Chennault, uma vez que desconfiava dos interesses coloniais britânicos na Birmânia, e não estava preparado - e não estava disposto - a iniciar grandes operações ofensivas contra os japoneses, preferindo salvar as suas tropas para a eventual guerra civil.
As avaliações muito diferentes realizadas por Stillwell e Chennault surgiram numa reunião em 1943 com o Presidente Roosevelt, que pediu a ambos os comandantes a sua opinião sobre Chiang: "Ele é um velho canalha vacilante, traiçoeiro e independente que nunca cumpre a sua palavra" Chennault, pelo contrário, disse a Roosevelt: "Senhor, penso que o Generalissimo é um dos dois ou três maiores líderes militares e políticos do mundo de hoje. Ele nunca quebrou um compromisso ou promessa para comigo" Chennault foi apoiado nas suas disputas por Soong Mei-ling, a mulher politicamente poderosa de Chiang, que foi uma das mulheres mais ricas da China dos anos 30e, ao contrário do seu marido, fluente em inglês.
Stilwell e Chennault detestavam-se mutuamente em parte devido às suas personalidades muito diferentes, que foram descritas pelo jornalista britânico Jonathan Fenby como um confronto entre Stilwell, o Puritano da Nova Inglaterra e o orgulhoso "Yankee" que "prezava a coragem moral" acima de tudo, e Chennault, o cavalheiro do Sul e "Good Ole Boy", que aceitava as "fraquezas humanas" como naturais. Por exemplo, Chennault abriu um bordel em Guilin para os seus pilotos e recrutou prostitutas de língua inglesa de Hong Kong que fugiram para o interior da China para escapar aos japoneses. 
Chennault argumentou que os seus homens precisavam de sexo e que era melhor ter os seus "rapazes" a visitar um bordel que era regularmente inspeccionado para reduzir as doenças venéreas Chennault sentiu que os seus homens iam visitar bordéis, independentemente do que as regras diziam, e que era melhor tê-los a visitar um bordel cujas mulheres eram inspeccionadas por doenças venéreas do que um que não o fosse, uma vez que um homem no hospital por uma doença venérea era menos um homem que podia participar na guerra. Stilwell ficou furioso quando soube do bordel de Chennault e mandou-o prontamente fechar, dizendo que era vergonhoso que um oficial da Força Aérea do Exército dos EUA abrisse tal local. O Marechal de Campo britânico Alan Brooke, que conheceu Stillwell e Chennault em finais de 1943, escreveu que Stillwell era um "manivela sem esperança e sem visão" e Chennault era "um aviador muito galante com um cérebro limitado".
Em Novembro de 1943, as forças aéreas do exército japonês estavam prontas para desafiar novamente as forças aliadas, e iniciaram ataques de dia e noite às bases de Calcutá e Hump, enquanto os seus combatentes contestavam as intrusões aéreas aliadas sobre a Birmânia. Em Abril de 1944, os japoneses lançaram a Operação Ichigo - a maior ofensiva japonesa de todos os tempos que comprometeu 1 milhão de soldados japoneses a agir.
A 14ª Força Aérea estava envolvida em ataques de bombardeamento e de estratificação contra os japoneses que avançavam sobre a cidade de Changsha, que os japoneses tinham tentado e falhado três vezes desde 1938, transformando a cidade num símbolo da provocação chinesa. Stilwell usou o sucesso da Operação Ichigo como prova da falácia da alegação de Chennault de que só o poder aéreo poderia derrotar o Japão, enquanto Chennault acusava Stilwell de tomar deliberadamente uma atitude derrotista como gambita para forçar Chiang a ceder-lhe mais poderes de comando. Enquanto os japoneses tomavam Changsha em Junho de 1944 Chennault criticou Stilwell por tentar comandar os exércitos chineses da Birmânia, enviando uma mensagem a Washington dizendo que ninguém tinha visto Stilwell no sul da China recentemente.
Após a sua vitória na 4° Batalha de Changsha, os japoneses começaram a avançar sobre a cidade de Hengyang, mantida pelo 10º Exército chinês comandado pelo General Xue Yue. A 14ª Força Aérea bombardeou as linhas de abastecimento dos japoneses em avanço e Chennault relatou a Washington que os seus "rapazes" tinham abatido 210 aviões japoneses nas batalhas aéreas sobre Hengyang. No entanto, os soldados chineses que detinham Hengyang estavam mal equipados, tendo o jornalista americano Teddy White relatado que apenas um terço dos soldados de infantaria chineses tinha espingardas, a sua artilharia consistia apenas em duas armas de artilharia francesas da Primeira Guerra Mundial, e a maioria vivia de rações de fome de uma tigela de arroz por dia.
Apesar da sua bravura em resistir aos ataques japoneses a Hengyang durante todo o mês de Julho e Agosto de 1944, as fraquezas chinesas em relação às armas e à comida começaram a contar com Xue relatando que os seus homens precisavam muito de provisões para segurar Hengyang. Channault queria largar no ar alimentos, armas e munições para o 10º Exército, mas foi vetado por Stilwell com o argumento de que largar no ar os abastecimentos "criaria um precedente para novas exigências que não poderiam ser satisfeitas. Chennault mandou os pilotos da 14ª Força Aérea corajosos aviões japoneses disparar até 300 pés para largar mantimentos, munições e material médico, mas Xue declarou que precisava de muito mais. Um pedido de Chennault para largar 500 toneladas de armas para o 10º Exército foi rejeitado por Stilwell como um "desperdício de esforço". " A 7 de Agosto de 1944, Xue relatou que o Exército Imperial Japonês tinha quebrado as suas linhas de defesa e entrado em Hengyang e no dia seguinte, Hengyang caiu com Xue ordenando aos seus homens que abandonassem a cidade.
Fenby escreveu que Hengyang teria provavelmente caído porque os japoneses tinham cometido uma força avassaladora, mas a cidade poderia ter resistido muito mais tempo do que as sete semanas que durou se apenas Xue e o seu 10º Exército tivessem recebido mais provisões, afirmando que Stilwell foi negligente na tentativa de comandar as forças sino-americanas que combatiam na Birmânia e na China ao mesmo tempo. As forças terrestres japonesas avançaram e apreenderam as bases avançadas de Chennault. Lentamente, porém, o maior número e a maior habilidade das forças aéreas Aliadas começaram a afirmar-se. Em meados de 1944, o Comando Aéreo Oriental do Major-General George Stratemeyer dominou os céus sobre a Birmânia, uma superioridade que nunca deveria ser renunciada.
Ao mesmo tempo, o apoio logístico que chegava à Índia e à China através da Hump atingiu finalmente níveis que permitiam uma ofensiva Aliada para o norte da Birmânia. Chennault, que defendia há muito tempo que defendia a expansão do transporte aéreo, duvidando que qualquer rede de abastecimento terrestre através da Birmânia pudesse fornecer a tonelagem necessária para requipar as divisões de Chiang. Contudo, os trabalhos na rota terrestre da estrada de Ledo continuaram ao longo de 1944 e foram concluídos em Janeiro de 1945. A formação das novas divisões chinesas começou; contudo, as previsões de tonelagem mensal (65.000 por mês) sobre a estrada nunca foram atingidas. Quando os exércitos nacionalistas começaram a receber grandes quantidades de fornecimentos através da Estrada Ledo, a guerra tinha terminado. Em vez disso, o transporte aéreo continuou a expandir-se até ao final da guerra, após a entrega de 650.000 toneladas de mantimentos, gasolina e equipamento militar. Chennault foi substituído como comandante da 14ª Força Aérea dos EUA pelo Tenente-General George E. Stratemeyer em Junho de 1945.

## Depois da Guerra
Chennault, ao contrário de Stilwell, tinha uma opinião elevada de Chiang Kai-shek e defendia o apoio internacional aos movimentos anticomunistas asiáticos. Retornando à China, ele comprou vários aviões militares excedentes e criou o Transporte Aéreo Civil (mais tarde conhecido como Air America). A aeronave facilitou a ajuda à China nacionalista durante a luta contra os comunistas chineses no final da década de 1940 e mais tarde foi usada em missões de abastecimento para as forças francesas na Indochina e na ocupação do Kuomintang do norte da Birmânia em meados e no final da década de 1950, fornecendo apoio para a força policial tailandesa. A mesma força abasteceu a comunidade de inteligência dos EUA e outros durante a Guerra do Vietnã.
Em 1951, agora aposentado, o Major General Chennault, testemunhou e forneceu declarações por escrito ao Comitê Conjunto do Senado sobre Forças Armadas e Relações Exteriores, que estava investigando as causas da queda da China em 1948 para os comunistas. Juntamente com o general do exército Albert C. Wedemeyer, o vice-almirante da Marinha Oscar C. Badger II e outros, Chennault afirmou que o embargo de armas da administração Truman foi um fator chave na perda de moral dos exércitos nacionalistas.
Chennault defendeu mudanças na forma como a ajuda externa era distribuída e encorajou-o Congresso dos Estados Unidos a se concentrar na ajuda individualizada com objetivos específicos, com acompanhamento de perto por conselheiros americanos. Esses pontos de vista podem ter refletido suas experiências durante a Guerra Civil Chinesa, na qual funcionários do Kuomintang, bem como oficiais do exército semi-independentes, desviaram a ajuda destinada aos exércitos nacionalistas. Pouco antes de sua morte, Chennault foi convidado a testemunhar perante o Comitê de Atividades Não Americanas do Congresso. Quando um membro do comitê perguntou a ele quem ganhou a Guerra da Coreia, sua resposta foi direta: "Os comunistas".
Em 1949, Chennault publicou suas memórias, Way of a Fighter. O livro cobre toda a sua vida, mas é especialmente detalhado ao registrar sua experiência na China. As dificuldades que ele enfrentou para modernizar as táticas de caça, até mesmo para enfatizar o poder aéreo como arma, são explicadas com clareza. Suas divergências e críticas ao comandante do teatro, general Joseph Stilwell, que foi treinado na infantaria e considerado por Chennault como não apreciador das capacidades do poder aéreo, constituem uma parte importante das memórias. O livro termina com sua aposentadoria da Força Aérea e seu retorno à China seis meses depois para ajudar na recuperação do país.

## Morte

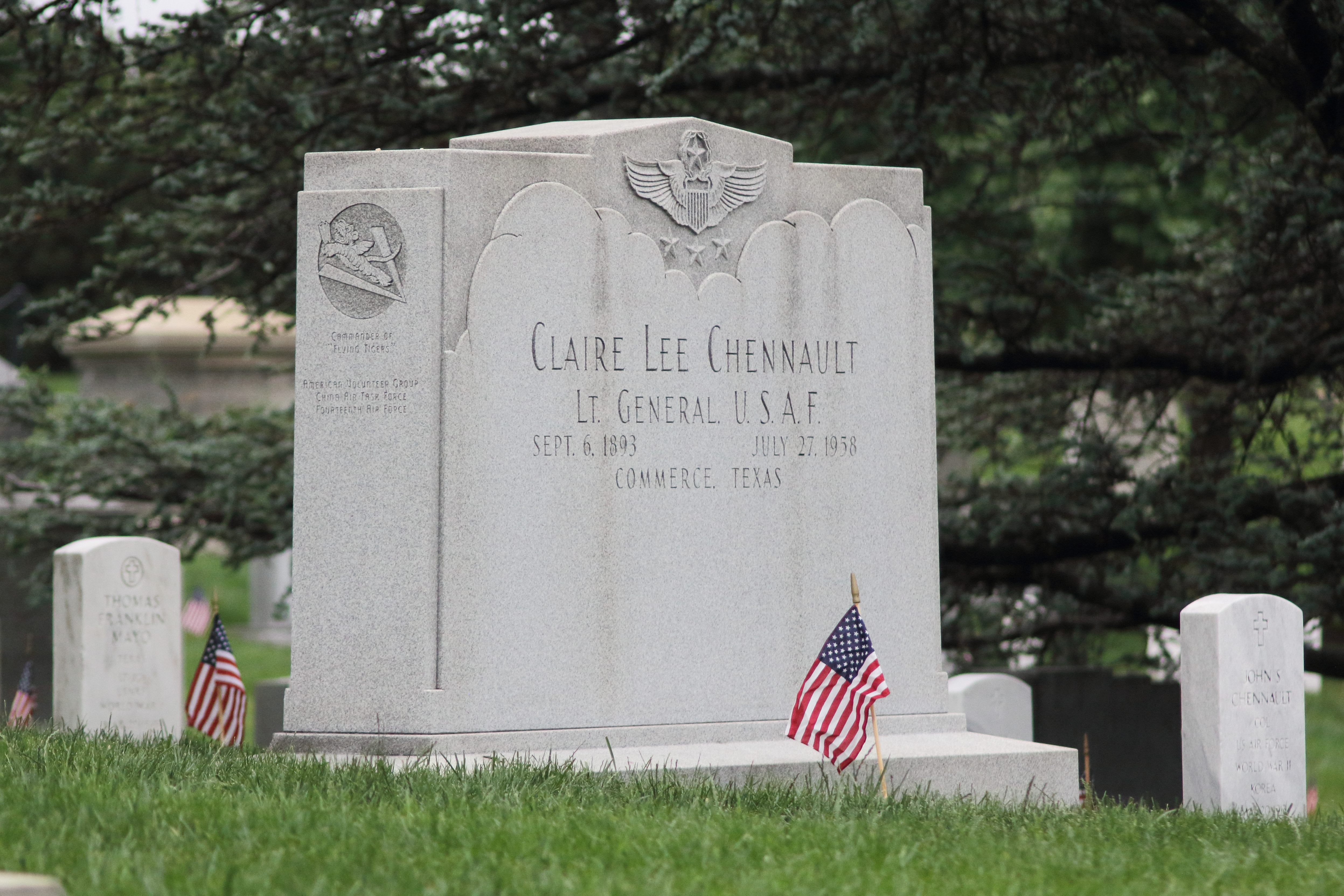
A lápide de Claire Lee Chennault no Cemitério Nacional de Arlington, Memorial Day de 2017. Enterrado à direita está o coronel John Stephen Chennault, seu filho mais velho de seu primeiro casamento.

Chennault foi diagnosticado com um câncer maligno em seu pulmão esquerdo no final de 1957. Os médicos do Walter Reed Army Medical Center disseram que o câncer, resultado de anos fumando cigarros, o mataria em seis meses. Ele e sua esposa aproveitaram a oportunidade para fazer uma turnê pela Europa uma última vez e pousaram em Taiwan em janeiro de 1958 para comemorar o 10º aniversário do CAT. Chennault estava muito fraco, incapaz de cortar o bolo. Ele e Anna voaram de volta para os Estados Unidos.
Chennault foi promovido ao posto honorário de tenente-general da Força Aérea dos Estados Unidos em 18 de julho de 1958, nove dias antes de sua morte em 27 de julho, no Ochsner Foundation Hospital em Nova Orleães. Ele e Anna Chan estão enterrados no Cemitério Nacional de Arlington.

## Vida pessoal

### Família

#### Primeiro casamento
Chennault foi casado duas vezes e teve um total de dez filhos, oito com sua primeira esposa, a ex-Nell Thompson (1893–1977), uma americana de ascendência britânica que conheceu em uma cerimônia de formatura do ensino médio e posteriormente se casou em Winnsboro, Louisiana , em 24 de dezembro de 1911. O casamento terminou em divórcio em 1946, muito depois do início de seu serviço na China. Ele teve duas filhas com sua segunda esposa, Chen Xiangmei (Anna Chennault), uma jovem repórter da Agência Central de Notícias com quem se casou em 2 de dezembro de 1947. Ela se tornou uma das principais lobistas da República da China em Washington, DC.Seus filhos do primeiro casamento foram o coronel John Stephen Chennault, da USAF Ret. (1913–1977), Max Thompson Chennault (1914–2001), Charles Lee Chennault (1918–1967), Peggy Sue Chennault Lee (1919–2004), Claire Patterson Chennault (24 de novembro de 1920 - 3 de outubro de 2011), David Wallace Chennault (1923–1980), Robert Kenneth Chennault (1925–2006) e Rosemary Louise Chennault Simrall (27 de setembro de 1928 - 25 de agosto de 2013).

#### Segundo casamento
As filhas Chennault do segundo casamento são Claire Anna Chennault (nascida em fevereiro de 1948) e Cynthia Louise Chennault (nascida em 1950), uma professora aposentada de chinês na Universidade da Flórida, Gainesville. Como o Estado da Louisiana aprovou uma lei anti-miscigenação em 1894 proibindo o casamento entre brancos e não-brancos, Chennault foi informado por seu advogado que seu casamento com Anna era ilegal na Louisiana e, para garantir que seu testamento fosse respeitado, Chennault - que morava em Monroe, Louisiana - teve seu testamento homologado em Washington, DC
Claire P. Chennault, um dos filhos de Claire Lee, foi um membro da Força Aérea do Exército dos EUA e, em seguida, oficial da Força Aérea dos EUA de 1943 a 1966 e residente subsequente de Ferriday, Louisiana.

### Religião
Chennault foi iniciado na Maçonaria de Rito Escocês e mais tarde foi elevado ao 32º grau em K.C.C.H. League City Lodge No. 1053, League City, Texas. Claire também foi um Shriner.

## Legado
Em dezembro de 1972, Chennault foi incluído no Hall da Fama da Aviação Nacional, junto com Leroy Grumman, Curtis LeMay e James H. Kindelberger. A cerimônia foi chefiada pelo general aposentado Jimmy Stewart, e um retrato de Chennault, do cartunista Milton Caniff, foi revelado. O vice-presidente da General Electric, Gerhard Neumann, um ex-chefe da tripulação do AVG e sargento técnico que consertou um Zero para voar abatido, falou dos métodos pouco ortodoxos de Chennault e de sua personalidade forte.
Chennault foi homenageado pelo Serviço Postal dos Estados Unidos com um selo postal da série Great Americans de 40 centavos de dólar (1980-2000).
Chennault é representado por uma estátua na capital da República da China, Taipé, bem como por monumentos no terreno do Capitólio do Estado da Louisiana, em Baton Rouge e na antiga Base da Força Aérea de Chennault, agora o comercial Aeroporto Internacional de Chennault em Lake Charles. O Museu Militar e de Aviação de Chennault, localizado próximo à entrada do Aeroporto Regional de Monroe, e o Parque Chennault, também em Monroe, também foram nomeados em sua homenagem. Nell Martien Calloway, em homenagem a sua avó, Nell Thompson Chennault, e a filha do primeiro marido de Rosemary Simrall e Simrall, Norman Hopkins Martien, Jr. (1926–2012), é a diretora do Museu Militar e de Aviação de Chennault em Monroe.
Uma aeronave Curtiss P-40 vintage, apelidada de "Joy", está em exibição no memorial de guerra à beira do rio em Baton Rouge, pintado com as cores dos Tigres Voadores. Em 2006, a Universidade da Louisiana em Monroe renomeou suas equipes atléticas de Warhawks, em homenagem ao apelido de caça AVG Curtiss P-40 de Chennault. Uma grande exibição de ordens, medalhas e outras decorações do General Chennault foi emprestada ao Smithsonian Air and Space Museum em Washington, D.C., por sua viúva Anna desde a inauguração do museu em 1976.
Por muitos anos, Chennault foi visto de forma negativa na República Popular da China, devido ao seu papel contra as forças comunistas durante a Guerra Civil Chinesa. No entanto, isso mudou lentamente desde o estabelecimento de relações diplomáticas entre a RPC e os EUA, com Chennault sendo visto de forma mais positiva. Em 2005, o "Memorial dos Tigres Voadores" foi construído em Huaihua, província de Hunan, em uma das antigas pistas de pouso usadas pelos Tigres Voadores na década de 1940. No 65º aniversário da rendição japonesa, o ex-presidente dos EUA Jimmy Carter e funcionários da RPC revelaram uma estátua de Chennault no condado de Zhijiang, Hunan. O Museu dos Tigres Voadores de Kunming foi inaugurado em 20 de dezembro de 2012, no 71º aniversário do primeiro combate em Kunming dos Tigres Voadores.

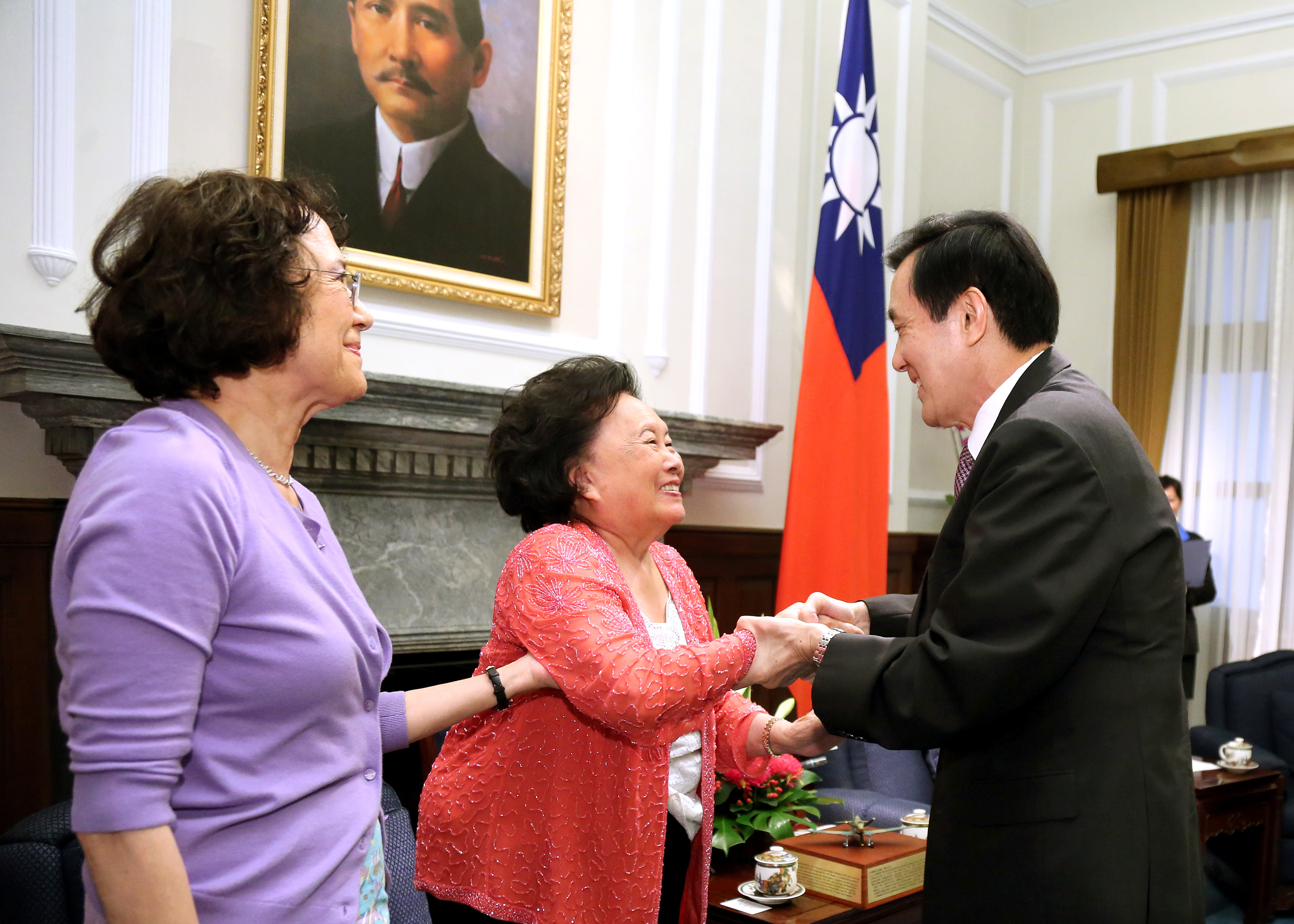
Viúva de Chennault, Anna Chennault, recebendo a medalha em sua memória.

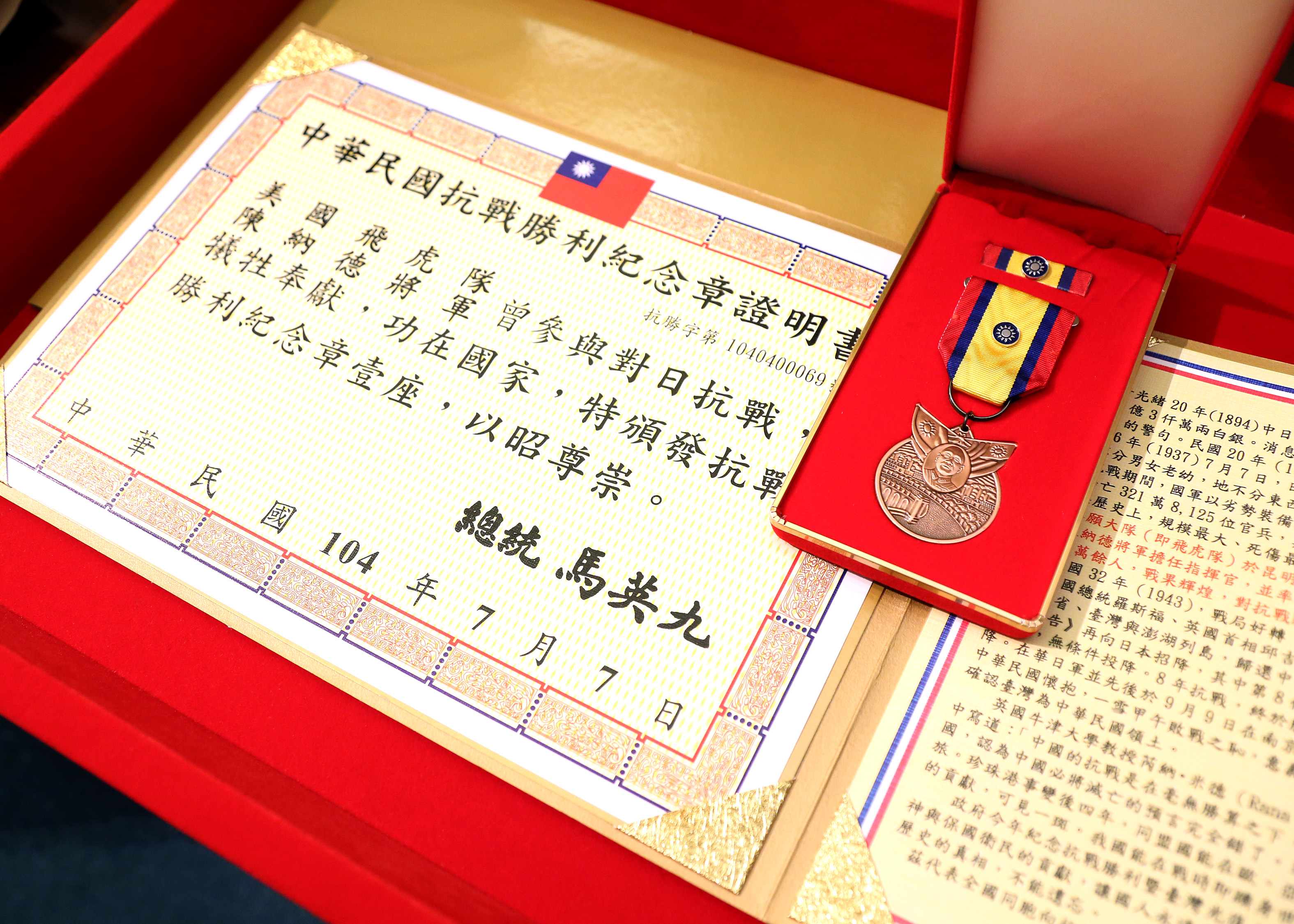
Foto da medalha recebida.

Dia 7 de outubro, 2015, O presidente da República da China (Atual Taiwan) Ma Ying-jeou premiou Chennault com uma medalha comemorando a vitória na resistência chinesa, que foi aceita pela sua viúva, Anna Chennault.
Chongqing também tem um memorial de exibição sobre os Tigres Voadores, dedicado à Chennault e seus aviadores. É em frente à antiga residência do General Stilwell.

## Data das patentes
Dados:
| Insignia                | Patente                        | Unidade                                                                | Data                                                |
| ----------------------- | ------------------------------ | ---------------------------------------------------------------------- | --------------------------------------------------- |
|                         | Primeiro-tenente               | Corpo dos Oficiais da Reserva (Infantaria)                             | 27 de Novembro de 1917                              |
| File:US-O2 insignia.svg | Primeiro-tenente               | Corpo dos Oficiais da Reserva (Aviação)                                | 27 de November 1917 (aceito dia 5 de março de 1918) |
|                         | Primeiro- tenente              | Exército Regular (Serviço Aéreo do Exército dos Estados Unidos)        | 1 de Julho (aceito dia 14 de Setembro) 1920         |
|                         | Capitão                        | Exército Regular (Corpo Aéreo do Exército dos Estados Unidos)          | 12 de abril de 1929                                 |
|                         | Major temporário               | Exército Regular (Corpo Aéreo do Exército dos Estados Unidos)          | 11 de Março de 1935                                 |
|                         | Major                          | Exército Regular (Corpo Aéreo do Exército dos Estados Unidos), Retired | 30 de Abril de 1937                                 |
|                         | Major (retornando à atividade) | Exército Regular (Forças Aéreas do Exército dos EUA)                   | 7 de Abril de1942                                   |
|                         | Coronel                        | Exército dos Estados Unidos                                            | 10 de Abril de 1942                                 |
|                         | Brigadeiro-General             | Exército dos Estados Unidos                                            | 22 de Abril de 1942                                 |
|                         | Major general                  | Exército dos Estados Unidos                                            | 14 de Março de 1943                                 |
|                         | Major general                  | Exército Regular (Força Aérea dos Estados Unidos), Retirado            | 31 de Outubro de 1945                               |
|                         | Tenente-general                | Força Aérea dos Estados Unidos Retired (honorary)                      | 18 de Julho de 1958                                 |